# 김효석 (기업인)
김효석(金孝錫, 1968년 4월 13일 ~ )은 PBC 평화방송의 아나운서와 CJ 홈 쇼핑의 쇼 호스트를 지낸 전력이 있는 대한민국의 기업가 겸 대학 교수이며 예비역 대한민국 육군 하사이다.

## 생애

### 주요 경력
- 1993년 삼신 올 스테이트 생명 사원
- 1994년 PBC 평화방송 아나운서
- 2002년 CJ 홈 쇼핑 쇼 호스트 팀장
- 2004년 MBC 아카데미 연극음악원 쇼호스트학과 과장
- 2006년 공주영상대학교 쇼핑호스트학과 겸임교수
- 2007년 엑스워드TV 사장
- 2008년 동아방송예술대학교 방송시스템학과 전임강사
- 2009년 하늘미디어 사장
- 2009년 한국강사협회 상무이사
- 2009년 사랑의 쌀 나눔운동본부 운영위원회 부위원장
- 2010년 김효석 스피치 아카데미 원장
- 2011년 엔박스 사장
- 2011년 서울종합예술실용학교 교수 겸 아나운서 쇼호스트학부 학부장
- 2012년 허브컨설팅 사장
- 2013년 1월 ~ 2016년 12월 사단법인 한국강사협회 부회장
- 2015년 사단법인 한국프레젠터협회 부회장
- 2016년 12월 ~ 사단법인 한국강사협회 자문
- 2016년 OBM스피치커뮤니케이션 대표

### 학력
- 서울 휘문고등학교 졸업
- 성균관대학교 회계학과 학사
- 중앙대학교 신문방송대학원 언론학 석사
- 홍익대학교 대학원 광고홍보학과 언론학 박사

## 출연

### 영화
- 2022년 인민을 위해 복무하라 - 관리병 2 역